# Fontaine-lès-Cappy
Fontaine-lès-Cappy là một xã ở tỉnh Somme, vùng Hauts-de-France, Pháp.

## Địa lý
A tiny village Xã này tọa lạc trên đường D71, khoảng 25 dặm Anh về phía đông của Amiens.

## Dân số
| 1962                                                           | 1968 | 1975 | 1982 | 1990 | 1999 |
| -------------------------------------------------------------- | ---- | ---- | ---- | ---- | ---- |
| 88                                                             | 97   | 76   | 82   | 69   | 53   |
| Số liệu điều tra dân số từ năm 1962, dân số không tính hai lần |      |      |      |      |      |